# Laurinda Alves
Laurinda Maria Alves Nunes Fernandes ComM (Lisboa, 1 de dezembro de 1961) é uma jornalista, escritora, tradutora e professora universitária de Comunicação, Liderança, e Ética na Nova School of Business and Economics. 

## Biografia
É filha de José Nunes Fernandes e de sua mulher Helena Maria Alves, e irmã de Germano Alves Nunes Fernandes, Paulo Alves Nunes Fernandes (casado com Dulce Louro e pai de Teresa Louro Fernandes e Luísa Louro Fernandes) e de Catarina Alves Nunes Fernandes.
Licenciou-se em Comunicação Social na Universidade Nova de Lisboa e começou a fazer jornalismo quando tinha 20 anos, primeiro como estagiária no departamento de Eurovisão da RTP, depois como coordenadora do Servicio Iberoamericano de Notícias na TVE, em Madrid, e, durante os 12 anos seguintes como repórter da RTP, onde foi distinguida com o Prémio Gazeta do Clube de Jornalistas pelo seu trabalho de investigação sobre o assassinato do general Humberto Delgado. 
Colaborou na TSF, na Rádio Renascença e no semanário O Independente. Após ter saído da RTP, fez diversos programas para a SIC, além de colaborar com o diário Público com crónicas semanais e como coordenadora do suplemento Xis. Dirigiu a revista Pais & Filhos e actualmente é jornalista free-lancer. Várias das suas crónicas estão reunidas em diversos livros publicados pela editora Oficina do Livro: Xis Ideias Para Pensar, Um Dia Atrás do Outro, Ideias Xis. Posteriormente os seus livros passaram a ser editados pela editora Clube do Autor.
Em 2000, foi distinguida pelo Presidente Jorge Sampaio, com o grau de Comendador da Ordem de Mérito pela sua contribuição para o debate e defesa das questões educativas..
Em 2009, encabeçou a lista de candidatos ao Parlamento Europeu do recém-criado Movimento Esperança Portugal.
Foi casada com o também jornalista Miguel Sousa Tavares, de quem tem um filho, Martim Alves Andresen de Sousa Tavares (Lisboa, 10 de setembro de 1991). Casou segunda vez a 30 de dezembro de 2016, na Igreja de São Roque em Lisboa, com Roque Maria Cabral da Cunha Ferreira (Lisboa, 30 de outubro de 1954), de quem se divorciou. Afirma-se católica. 
Nas eleições autárquicas de 2021 foi eleita vereadora da Câmara Municipal de Lisboa, como independente, pela coligação Novos Tempos (PSD/CDS-PP/A/MPT/PPM) para o mandato 2021-2025. Assumiu os pelouros de Direitos Humanos e Sociais, Cidadania, Juventude, Jornada Mundial da Juventude 2023 e Saúde. Em julho de 2022, foi-lhe retirado, pelo presidente da Câmara Municipal, Carlos Moedas, o pelouro de coordenação da Jornada Mundial da Juventude 2023, tendo Laurinda Alves declarado que tal acontecera a seu pedido, como forma de reforçar a equipa municipal responsável pela organização da Jornada Mundial da Juventude 2023, que passou para a responsabilidade do vice-presidente da Câmara Municipal, Filipe Anacoreta Correia. Em Outubro de 2022 renunciou ao cargo por motivos de saúde, sendo substituída por Sofia Ataíde.
Acumulou polémicas ao longo do mandato, nomeadamente devido à contratação de um número de assesores para o seu gabinete superior ao dos contratados para o gabinete do presidente da Câmara Municipal, Carlos Moedas; à escusa de assunção de responsabilidades da Câmara Municipal de Lisboa pela integração de refugiados ucranianos chegados a Portugal; às alegações de falta de disponibilidade de famílias de acolhimento para crianças refugiadas vindas da Ucrânia, mas não de origem ucraniana, com base na cor da pele; à recusa de atribuição de bilhetes para o festival Rock in Rio Lisboa a pessoas em situação de sem-abrigo com base no alegado risco de consumo de substâncias ilícitas; e à organização de um desfile, na baixa de Lisboa, composto por pessoas em situação de vulnerabilidade social, que acabou por ser cancelado após acusações de estigmatização e de aproveitamento da situação vulnerável dos participantes dirigidas a Laurinda Alves.

## Obras
- Xis ideias para pensar (2000)
- Um dia atrás do outro : crónicas da vida real (2001)
- Ideias Xis (2003)
- Alegria de viver (2005)
- Atitude Xis: um olhar positivo sobre a vida (2007)
- Coisas da vida (2009)
- Ouvir, falar, amar (2011)
- Quero acreditar (2016)
- Eu, tu e os outros (2018)